# Colius
Colius Brisson, 1760 è un genere di uccelli della famiglia dei Coliidae, diffuso in Africa.

## Tassonomia
Comprende le seguenti specie:
- Colius striatus J.F.Gmelin, 1789 - uccello topo marezzato
- Colius leucocephalus Reichenow, 1879 - uccello topo testabianca
- Colius castanotus J.Verreaux & E.Verreaux, 1855 - uccello topo dorsocastano
- Colius colius (Linnaeus, 1766) - uccello topo dorsobianco